# Juan Antonio Cabrero
Juan Antonio Cabrero Samaniego (Tafalla, Navarra, España, nació el 17 de noviembre de 1955), fue sindicalista y secretario general de la UGT de Navarra. En la actualidad preside un club deportivo, es empresario, consejero delegado y representante de empresas energéticas.

### Ámbitos

#### Laboral y sindical
Fue presidente del comité de empresa de Victorio Luzuriaga (Tafalla, Navarra), que fabricaba bloques de motor, e ingresó en la UGT en 1980. 
En 1982 fue secretario de la Unión Comarcal de UGT de Tafalla y Secretario General de la Federación de Alimentación Bebidas y Tabacos desde 1987 hasta 1997, año en que paso a desempeñar en la ejecutiva de UGT de Navarra el cargo de Secretario Institucional. 
Desde 1998 ocupó el cargo de Secretario General de UGT Navarra. hasta su dimisión el 2 de junio de 2006.  Durante su mandato, participó en el I Congreso Internacional por el Empleo, y en colaboraciones y planes de empleo con CCOO Gobierno de Navarra, y la Confederación de Empresarios de Navarra.
Durante su mandato del 2000 al 2006, La UGT y la UPNA, firmaron un convenio de cooperación científica y cultural. En 2001, firmó el pacto antiterrorista navarro. La última etapa de su mandato y posterior dimisión, se caracterizó por convulsiones políticas, sindicales y laborales, en la que Juan Antonio Cabrero pidió un referéndum en Volkswagen Navarra, S.A.,. para que la plantilla se pronunciase sobre la propuesta de la dirección de la empresa, mientras el Comité Federal de la UGT de Navarra, abría un proceso de destitución sobre él. A petición del Comité Federal de la UGT de Navarra, Melchor Calleja, presidió la gestora del sindicato desde el 5 de junio, hasta el Congreso Extraordinario del 28 de julio de 2006, en el que Juan Felipe Goyen Delgado (Más conocido como Juan Goyen) fue elegido secretario general.
Cabrero se dio de baja de la UGT en 2011, y el sindicato le expedientó, debido a las críticas que realizó en la prensa sobre el secretario general Juan Goyen. Meses antes, la hija del exsecretario general, fue despedida por un ERE en el mismo sindicato.

#### Institucional
También desempeño diferentes cargos institucionales, como Presidente de la Plataforma por el Agua en Navarra, en defensa del proyecto "Pantano Itoiz - Canal de Navarra". Fue miembro en Bruselas del Comité Consultivo de Frutas y Hortalizas por UGT España, en nombre de la Federación de Alimentación Bebidas y Tabacos. Asimismo, por su condición de líder sindical, fue presidente del Tribunal Laboral de Navarra, del FORCEN (Navarra) y del INAFRE (Navarra). Al frente de UGT Navarra firmó tres acuerdos por el empleo de Navarra vigentes desde 1998 hasta 2007.

#### Político
Afiliado el PSN-PSOE, desde junio de 1990, tras el 8.º Congreso del PSN-PSOE de 2008, es miembro del Congreso Regional del PSN-PSOE. En dicha cita congresual, igual que hiciera Fernando Puras, apoyó a la candidatura alternativa de Amanda Acedo, también de Tafalla como Juan Antonio Cabrero, frente a la finalmente triunfadora de Roberto Jiménez Alli.

#### Deportivo
El 13 de junio de 2014, fue nombrado presidente del club deportivo de tercera división Peña Sport Fútbol Club, de Tafalla .

#### Medios de comunicación
Durante los años 2017 y 2018, escribió varios artículos de opinión sobre protección del medioambiente, energías renovables y Geopolítica, publicados en diversos medios de comunicación.

#### Empresarial
Juan Antonio Cabrero, si bien, aparece vinculado según el tiempo, a un entramado de empresas del sector de la construcción, inversión, y energético, en las que, en algunas, coincidió con Juan Goyen, Miguel Ángel Ancizar, y otros muchos cargos vinculados a la UGT de Navarra. en la actualidad muchas de ellas no tienen actividad visible.
GESTION SOCIAL E INVERSIONES SL, o su nueva razón social denominada Frente de la Jara Inversión SL, de 1999 a 2007, dedicada a la promoción inmobiliaria. Entre 2001 y 2008 en UNITEC EUROPA SA, la cual pertenece al GRUPO PENTAGON INTERNACIONAL EUROPA SL.  Industria de producción fotovoltaica en 2007.  VENDING PLUS SL en 2010, y DIGRAFIA 2002 SL, en 2011.
En 2011 fue elegido responsable de desarrollo de negocio de Unión Española Fotovoltaica en Navarra,  y participó en la presentación del primer autobús eléctrico del transporte público de la comarca de Pamplona, ante la presidenta del Gobierno de Navarra Yolanda Barcina. Trabajó en las empresas ANPIER 2013.  En 2017 es recibido por la presidenta del Gobierno de Navarra Uxue Barkos, como delegado en Navarra de la Asociación Nacional de Productores de Energía Fotovoltaica (ANPIER). En 2018, es recibido por la presidenta del Parlamento de Navarra Ainhoa Aznarez. Juan Antonio CAbrero Samaniego, aparece como empresa de producción solar en 2019.